# 박홍근 (정치인)
박홍근(朴洪根, 1969년 11월 17일~)은 대한민국의 정치인이며, 제19·20·21·22대 국회의원이다.

## 학력
- 1976~1982 고흥도덕국민학교 졸업
- 1982~1985 고흥도양중학교 졸업
- 1985~1988 순천효천고등학교 졸업
- 1988~1994 경희대학교 국어국문학 학사
- 1996~1999 경희대학교 행정대학원 행정학 석사

## 경력
- 1992.03~1993.02: 경희대학교 24대 총학생회장
- 6.15 공동선언실천남측위원회청년학생본부 공동대표
- 민족화해협력범국민협의회 청년위원장
- 서울시민포럼 공동대표
- 민주평화통일자문회의 상임위원
- 대통합민주신당·통합민주당 전국청년위원장
- 민주당 부대변인
- 민주당 중앙당 정책위원회 부의장
- 김상희 국회의원 보좌관
- 반값등록금국민운동본부 공동대표
- 전대협 동우회 회장
- 민족화해협력범국민협의회 정책위원장
- 2012. 4. 11. 대한민국 제19대 국회의원 선거 당선(서울 중랑구 을, 민주통합당, 초선)
- 2012. 5.~2013. 5. 민주통합당 서울특별시당 중랑구 을 지역위원회 위원장
- 2013. 5.~2014. 3. 민주당 서울특별시당 중랑구 을 지역위원회 위원장
- 2014. 3.~2015. 12. 새정치민주연합 서울특별시당 중랑구 을 지역위원회 위원장
- 2015. 12. ~ 더불어민주당 서울특별시당 중랑구 을 지역위원회 위원장
- 2016. 4. 13. 대한민국 제21대 국회의원 선거 당선(서울 중랑구 을, 더불어민주당, 재선)
- 2017. 4.~2017. 5. 제19대 대통령 선거 더불어민주당 문재인 대통령 후보 국민주권공동선거대책위원회 방송언론정책위원회 수석부위원장
- 2017. 5.~2018. 5. 더불어민주당 원내수석부대표
- 2018. 10.~2020. 10. 더불어민주당 을지로위원회 위원장
- 2019. 4.~ 민족화해협력범국민협의회 정책위원장
- 2020. 4. 15. 대한민국 제21대 국회의원 선거 당선(서울 중랑구 을, 더불어민주당, 3선)
- 2020. 9.~2021. 5. 더불어민주당 미래전환 K-뉴딜위원회 예산지원단장
- 2020. 9.~2021. 5. 더불어민주당 코로나19 국난극복위원회 예산지원팀장
- 2022. 3.~2023. 4. 더불어민주당 원내대표
- 2022. 3.~2022. 6. 더불어민주당 비상대책위원
- 2022. 6.~2022. 6. 더불어민주당 당대표 권한대행
- 2022. 6.~2022. 6. 민주연구원 이사장 권한대행
- 2022. 6.~2022. 8. 더불어민주당 비상대책위원
- 2024. 4. 10. 대한민국 제22대 국회의원 선거 당선(서울 중랑구 을, 더불어민주당, 4선)
- 2024년 11월~ : 더불어민주당 전국직능대표자회의 의장
- 2025년 6월~2025년 8월: 국정기획위원회 기획분과 위원장

## 제19대 국회
- 2012년 5월 30일~2016년 5월 29일: 제19대 국회의원(서울 중랑구 을, 민주통합당→민주당→새정치민주연합→더불어민주당, 초선)
- 2012년 7월~2013년 3월: 제19대 국회 전반기 문화체육관광방송통신위원회 위원
- 2013년 3월~2016년 5월: 제19대 국회 전반기~후반기 교육문화체육관광위원회 위원
- 2013년 7월~2016년 5월: 제19대 국회 동북아역사왜곡대책특별위원회 위원

## 제20대 국회
- 2016년 5월 30일~2020년 5월 29일: 제20대 국회의원(서울 중랑구 을, 더불어민주당, 재선)
- 2016년 6월~2017년 5월: 제20대 국회 전반기 미래창조과학방송통신위원회 간사
- 2016년 6월~2017년 6월: 제20대 국회 전반기 예산결산특별위원회 위원
- 2017년 5월~2017년 7월: 제20대 국회 전반기 미래창조과학방송통신위원회 위원
- 2017년 5월~2018년 5월: 제20대 국회 전반기 운영위원회 간사
- 2017년 7월~2018년 5월: 제20대 국회 전반기 과학기술정보방송통신위원회 위원
- 2018년 7월~2020년 5월: 제20대 국회 후반기 국토교통위원회 위원
- 2018년 9월~2019년 5월: 제20대 국회 후반기 예산결산특별위원회 위원
- 2019년 7월~2019년 8월: 제20대 국회 후반기 예산결산특별위원회 위원
- 2020년 2월~2020년 5월: 제20대 국회 코로나19 대책 특별위원회 위원

## 제21대 국회
- 2020년 5월 30일~2024년 5월 29일: 제21대 국회의원(서울 중랑구 을, 더불어민주당, 3선)
  - 2020년 6월~2022년 5월: 제21대 국회 전반기 기획재정위원회 위원
  - 2020년 8월~2022년 5월: 제21대 국회 전반기 기획재정위원회 조세소위원회 위원
  - 2020년 6월~2021년 5월: 제21대 국회 전반기 예산결산특별위원회 간사
  - 2020년 9월~2021년 5월: 제21대 국회 전반기 예산결산특별위원회 결산심사소위원회 위원
  - 2021년 7월~2021년 8월: 제21대 국회 전반기 예산결산특별위원회 위원장
  - 2022년 3월~2022년 5월: 제21대 국회 전반기 정보위원회 위원
  - 2022년 4월~2022년 5월: 제21대 국회 전반기 국회운영위원회 위원장
  - 2022년 7월~2023년 5월: 제21대 국회 후반기 국회운영위원회 위원
  - 2022년 7월~2024년 5월: 제21대 국회 후반기 외교통일위원회 위원
  - 2022년 7월~2023년 5월: 제21대 국회 후반기 정보위원회 위원

## 제22대 국회
- 2024년 5월 30일~: 제22대 국회의원(서울 중랑구 을, 더불어민주당, 4선)
  - 2024년 6월~: 제22대 국회 전반기 기획재정위원회 위원

## 전과
- 집회및시위에관한법률위반, 화염병사용등의처벌에관한법률위반,화염병사용등의처벌에관한법률위반: 징역 1년 집행유예 2년 - 1991년 6월 14일 선고[2]
- 특수공무집행방해치상, 폭력행위등처벌에관한법률위반, 집회및시위에관한법률위반, 화염병사용등의처벌에관한법률위반, 국가보안법위반(기타): 징역 1년 6월 집행유예 2년 - 1994년 5월 13일 선고[2]

## 수상
- 2006 민주평화통일자문회의 의장 표창
- 2012 민주통합당 국정감사 우수의원상
- 2013 대한민국 국회 과학기술 우수의정상
- 2013 제19대 국회의원 헌정대상
- 2013 대한민국 우수국회의원 대상
- 2014 경제정의실천시민연합 국정감사 우수의원
- 2014 국정감사 NGO모니터단 국정감사 우수의원
- 2015 법률소비자연맹 국회의원 헌정대상
- 2015 한국매니페스토실천본부 국정감사 우수의원
- 2015 한국언론사협회 대한민국 우수국회의원 대상
- 2015 국정감사 NGO모니터단 국정감사 우수의원
- 2015 법률소비자연맹 제19대 국회 종합헌정 대상
- 2016 한국언론사협회 대한민국 우수국회의원 대상
- 2016 한국교육신문연합회 대한민국 인성교육 대상
- 2016 대한민국가족지킴이 대한민국 실천 대상
- 2016 한국교육신문연합회 대한민국 교육공헌 대상
- 2016 더불어민주당 국정감사 우수의원
- 2016 국정감사 NGO모니터단 국정감사 우수의원
- 2016 녹색소비자연대 전국협의회 ICT정책우수의원
- 2017 더불어사는희망연대노동조합 감사패
- 2017 법률소비자연맹 국회의원 헌정대상
- 2017 유권자시민행동 대한민국 유권자 대상
- 2017 한국인터넷전문가협회 인터넷에코어워드 특별공로상
- 2017 JJC지방자치TV 대한민국 의정대상
- 2017 자랑스런 한국인 인물대상 의정발전공헌 대상
- 2017 더불어민주당 국정감사 우수의원
- 2017 국정감사 NGO모니터단 국정감사 우수의원
- 2018 국회사무처 입법 및 정책개발 우수 국회의원
- 2018 법률소비자연맹 국회의원 헌정대상
- 2018 자랑스런 한국인 인물대상 의정발전 공헌대상
- 2018 소상공인연합회 우수 국회의원상 초청대상
- 2018 더불어민주당 국정감사 우수의원상
- 2018 국회의원 의정활동 세미나 대한민국 모범 국회의원 대상
- 2018 국정감사 NGO 국정감사 국리민복상
- 2019 MBN, 한국여성유권자연맹 제1회 참 괜찮은 의원상
- 2019 대한민국을 빛낸 한국인상 우수정치공로부문
- 2019 세계연맹기자단 제4회 대한민국 참봉사대상 법률공로대상
- 2019 새한일보, 전국NGO단체연대 대한민국 인물대상 민족화해협력부문 의정대상
- 2019 법률소비자연맹 국회의원 헌정대상
- 2019 한국환경정보연구센터 2019 국정감사 친환경 베스트 의원상
- 2019 더불어민주당 국정감사 우수의원상
- 2019 국정감사NGO모니터단 국정감사 우수의원상
- 2020 아주경제 베스트 의정대상 베스트상
- 2020 제2회 매경 YOUTH 의원대상 YOUTH 멘토 대상
- 2020 국정감사 NGO모니터단 국정감사 국리민복상
- 2020 더불어민주당 국정감사 우수의원상
- 2020 전시컨벤션산업 육성 의정활동 최우수 국회의원상
- 2021 제1회 대한민국 의정대상 우수 국회의원연구단체부문
- 2021 제1회 대한민국 의정대상 우수 법률부문

## 역대 선거 결과
|  | 44.50% |

|  | 44.29% |

|  | 59.28% |

|  | 57.72% |

## 소속 정당
| 소속 정당 | 소속 정당      | 소속 기간 | 비고      |
| --------- | -------------- | --------- | --------- |
|           | 열린우리당     | 2007      | 정계 입문 |
|           | 대통합민주신당 | 2007~2008 | 합당      |
|           | 통합민주당     | 2008      | 합당      |
|           | 민주당         | 2008~2011 | 당명 변경 |
|           | 민주통합당     | 2011~2013 | 합당      |
|           | 민주당         | 2013~2014 | 당명 변경 |
|           | 새정치민주연합 | 2014~2015 | 합당      |
|           | 더불어민주당   | 2015~현재 | 당명 변경 |

## 같이 보기
- 서울 중랑구의 국회의원
- 중랑구 을